# Iglesia de Santa María la Mayor (La Fresneda)
La iglesia parroquial de Santa María la Mayor de La Fresneda (Teruel) está dedicada a Santa María la Mayor o Nuestra Señora de la Nieves y fue construida sobre un templo medieval gótico, el templo actual es renacentista de transición al barroco.

## Arquitectura
El acceso se realiza por el lateral izquierdo, a través, de dos puertas gemelas de medio punto enmarcadas por columnas clásicas adosadas, sobre el dintel hay una hornacina con frontón partido y dos pináculos en forma de copa.
A los pies se sitúa el campanario que tiene dos cuerpos de cantería, el inferior es de planta cuadrada y el superior hexagonal con una campana (las campanas primitivas se fundieron durante la guerra para hacer munición) y dos carracas originales.
El interior consta de tres naves de medio punto, con decoración mudéjar en el intradós, separadas por columnas pilaristas, tiene crucero con cúpula sobre pechinas con los stos. padres de la iglesia y esgrafiado en su interior (decoración en dos capas de pintura, que al raspar sale a la luz la primera capa).
El Altar Mayor es una réplica del original que fue destruido durante la guerra civil. Como imagen central destaca Santa María la Mayor, a su derecha San Bartolomé (patrón de la Villa) y a su izquierda San Miguel Arcángel.
En las capillas laterales destacan, particularmente, la primera de estilo Rococó (barroco tardío proveniente de Francia) y la última, de estilo gótico perteneciente a la construcción original de la iglesia.
En el coro se conservan dos de los cinco tramos de la sillería, un clavicordio y el atril o facistol. Cabe destacar la pila bautismal que tiene la forma peculiar de "huevo" y es prácticamente igual a la pila bautismal de la iglesia de Santa María la Mayor de Alcorisa (Teruel).
- Datos: Q5911956